# Bépo
Le bépo est une disposition des touches de clavier inspirée de la disposition Dvorak anglophone et conçue pour faciliter la saisie du français et des langages informatiques. Elle permet d’accéder à de nombreux caractères, notamment ceux des langues européennes fondées sur l'alphabet latin, y compris l'espéranto. La disposition, conçue pour les claviers normalisés, est disponible sous licence libre sur de nombreux systèmes d’exploitation.

## Histoire

Carte simplifiée de la disposition de clavier bépo.

La démarche du projet est fondée sur la méthode utilisée dans les années 1930 par August Dvorak pour mettre au point sa disposition de clavier ergonomique pour la langue anglaise. Le principe fondamental consiste à placer les lettres les plus fréquentes d’une langue sur les touches les plus accessibles du clavier. Ceci permet notamment de diviser par deux les déplacements des doigts par rapport à la disposition traditionnelle QWERTY.
Des initiatives visant à créer une disposition optimisée pour la langue française ont vu le jour au début du XXe siècle, dans les années 1970 (clavier Marsan) et en 2002 (clavier Dvorak-fr de Francis Leboutte). Une grande occasion a été manquée au début de l'apparition de la micro-informatique. Les travaux lancés par l'Afnor en janvier 1984, à la suite de la publication d'un rapport consacré aux Perspectives de l'informatique dans l'administration, ont tourné court. Le groupe de travail chargé du clavier Marsan a été dissous par son président, en raison de l'apparition du MacIntosh. Les travaux du groupe de travail chargé du clavier AZERTY ont été suspendus dans l'attente de l'adoption par l'ISO des conclusions du rapporteur Yves Neuville. 
Les premières discussions ont lieu sur la liste de diffusion dvorak-fr début 2003,, elles aboutissent à une version préliminaire début 2005 qui a évolué depuis par consensus jusqu’à la version actuelle. Les pilotes de la disposition et les programmes utilisés pour générer ces différents pilotes sont disponibles sous licence libre ce qui permet leur diffusion et leur modification. Ces fichiers peuvent être utilisés pour retracer l’évolution de la configuration, ou pour générer une disposition adaptée à soi-même ou à d’autres langues. Une version de développement, présentée en tant que nouvelle disposition Dvorak française, est intégrée au projet X.Org en novembre 2006 et publiée en juillet 2007,.
En août 2008, le projet décide de figer la disposition bépo. Bépo est alors disponible pour les principaux systèmes d’exploitation : FreeBSD, GNU/Linux, Mac OS X, OpenBSD, NetBSD, OpenSolaris et Windows. En décembre, la version 1.0rc2 est intégrée dans la version de développement du système de fenêtrage X.Org utilisé par GNU/Linux. La version stable suivante du gestionnaire de claviers de X.Org sort en janvier 2009 et est supportée par les distributions GNU/Linux quelques mois plus tard.

### Adoption
La disposition bépo est normalisée par l’AFNOR depuis 2019 (voir normalisation de la disposition par un organisme reconnu) et l’association promeut son inclusion dans les divers systèmes d’exploitation comme c’est le cas pour les systèmes Unix depuis 2009 ; en effet, les systèmes Windows et macOS ne prennent pas encore nativement en charge la disposition bépo. Toutefois Microsoft a annoncé le 18 novembre 2022 l’ajout de son propre pilote bépo dans Windows 11 Insider
.
Si quelques entreprises offrent la possibilité d’afficher la disposition bépo de manière physique, cette pratique n’est pas nécessaire ni systématique. Certains au sein du projet estiment même qu’elle pourrait ralentir la phase d’apprentissage, car elle inciterait l’utilisateur à poser les yeux sur le clavier.
Il est difficile de quantifier le nombre d’utilisateurs de la disposition bépo. Depuis 2008, le projet a une certaine visibilité dans la blogosphère francophone, plus spécialement dans la communauté du logiciel libre. En janvier 2012, deux sondages ont été menés. Le premier, lancé par le blogueur Lionel Dricot sur les réseaux sociaux, dont les résultats furent publiés sur le forum Bépo et le second sur le site LinuxFr.org, révélant que 12,8 % des votants étaient utilisateurs de la disposition bépo et 7,2 % envisageaient de l’apprendre. Le manque de méthodologie et la non-représentativité de l’échantillonnage empêchent toutefois de tirer des conclusions précises. En septembre 2016, le forum officiel comptait 747 inscrits. En juin 2017, la page d’accueil du wiki a été vue plus de 1 470 000 fois.
En 2019 et en 2021, Alexandre Astier confirme utiliser la disposition bépo,, avec WordGrinder (sur raspberry Pi) montrant ainsi que la disposition a su gagner en popularité.

### Association
En août 2014 la communauté bépo s’est structurée en association d’utilisateurs nommée Ergodis, dans le but de mieux organiser son action et sa communication, en particulier vis-à-vis des interlocuteurs institutionnels.

### Normalisation

Carte complète de la disposition bépo (v1.1 compatible avec la norme NF Z71-300)

Les premiers contacts de la communauté bépo avec l’Afnor en 2008 n’ont pas eu de suite immédiate car l’Afnor n’avait reçu aucune autre demande sur le sujet des claviers français. Fin 2014, le ministère de la Culture français ayant commandé à l’Afnor une étude préalable sur la pertinence d’une norme sur les claviers français, elle a repris contact avec la communauté bépo, devenue l’association Ergodis.
Ainsi, dès le début des travaux de normalisation sur les claviers en 2015, Ergodis a pu participer activement au groupe de travail qui a produit le 2 avril 2019, la norme NF Z71-300 « Interfaces utilisateurs - Dispositions de clavier bureautique français ». Celle-ci inclut une disposition Azerty améliorée et une disposition Bépo légèrement différente de celle existante. Cette version intègre une meilleure prise en charge des langues européennes, régionales et des symboles scientifiques.
Depuis la mise à jour de Windows 11, version 24H2 (KB5044284), publiée en octobre 2024, les dispositions AZERTY et BÉPO selon la norme NF Z71-300 de l'AFNOR, sont désormais intégrées en natif dans le système d'exploitation de Windows :
- Français (Standard, AZERTY), pilote KBDFRNA.DLL
- Français (Standard, BÉPO), pilote KBDFRNB.DLL

## Principes

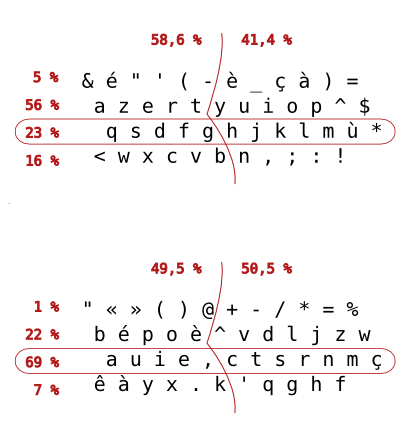
Fréquences d’utilisation des rangées et des mains dans les dispositions AZERTY et BÉPO.

Les concepteurs ont pris principalement en considération les éléments suivants :
- les lettres les plus utilisées sont les mieux placées ; les plus courantes sur la rangée du milieu ;
- alternance des mains et répartition du nombre de frappes entre les deux mains ;
- prévention de la surcharge des petits doigts qui font aussi les touches « système » : Entrée, Maj, Ctrl, Retour arrière ;
- amélioration de l’accessibilité des digrammes les plus courants ;
- regroupement des paires : (), {}, <>, «», [], “”, ‘’.

La disposition des caractères et symboles a été étudiée et optimisée pour :
- « sortir » le moins souvent les doigts de la ligne de repos. Elle contient les caractères AUIE, à gauche et TSRN à droite. En bépo, les deux tiers de la frappe se font sur cette ligne contre un peu plus de 20 % en AZERTY ;
- répartir le nombre de frappes entre main gauche et main droite ;
- diviser au moins par deux la distance parcourue par les doigts par rapport à l’azerty ;
- réduire le nombre de digrammes à une main (chiffres) ;
- ne jamais avoir recours à la rangée du haut du clavier (chiffres et symboles) pour un texte en français ;
- s’adapter aux claviers (dont les claviers ergonomiques qui ont la plupart du temps 104 touches) sans perte d’efficacité ;
- simplifier les digrammes comprenant des caractères de la rangée inférieure du clavier, sous la main gauche (zone peu accessible sur les claviers décalés) ;
- diminuer les risques de troubles musculosquelettiques[22],[23][source insuffisante].

### Valorisation de la touche modificatrice
Pour pallier l’insuffisance de touches face à la multitude de caractères utiles, la touche modificatrice AltGr, actionnée par le pouce droit, a vu ses effets multipliés pour les motifs suivants :
- présente sur tous les claviers ;
- utilisation d’un doigt fort, mobile et bien peu sollicité sur les dispositions actuelles ;
- les pouces ne travaillent que peu lors de la frappe, leur ajouter le travail consistant à actionner la touche AltGr ne les surcharge pas du tout, de fait les claviers ergonomiques ont tous cette démarche : donner plus de travail — donc de touches — aux pouces ;
- pas d’augmentation du nombre de frappes (contrairement à une touche morte qui nécessite deux frappes consécutives pour une lettre) ;
- pas ou très peu de perte de vitesse, car les caractères faits avec une touche modificatrice se font par l’appui simultané de deux touches, et le bépo a été conçu de façon à utiliser le couple AltGr effectué par la main droite associé à une touche située sous la main gauche dans le but d’éviter les frappes simultanées d’une seule main.

### Apprentissage

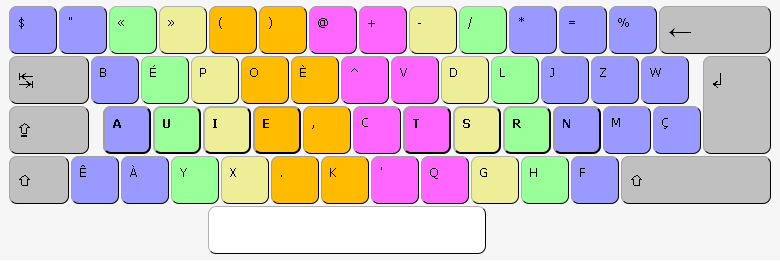
Vue dactylographique d'un clavier BÉPO

Plusieurs facteurs facilitent l’apprentissage du bépo, mémorisation des emplacements et des combinaisons de touches :
- accès immédiat aux caractères courants ;
- optimisation des digrammes courants ;
- logique de placement des caractères et symboles permettant de les trouver sans difficulté, même s’ils sont peu utilisés.

L’apprentissage de la dactylographie à dix doigts peut se faire en même temps que la disposition bépo.
Les gains prévus par la disposition bépo sont en principe effectifs dans le cadre d’une dactylographie déjà efficace, c’est-à-dire à l’aveugle et à dix doigts, ainsi que d’une bonne ergonomie du poste de travail. Au contraire, la disposition fait double emploi avec les efforts semblables des claviers décalés et de la plupart des claviers dits « ergonomiques ». Faute de pouvoir partir d’un clavier vierge d’autres contraintes, la disposition est conçue pour les claviers les plus répandus — les claviers azerty 105 touches — et sa compatibilité a été assurée avec les claviers ayant une autre disposition et ceux dépourvus de touches Windows ou de 105e touche. Les utilisateurs de la disposition bépo semblent, en majorité, promouvoir les claviers orthogonaux tel le TypeMatrix.
L'apprentissage de cette disposition peut se faire, entre autres, avec le logiciel Klavaro ou avec le site Bépodactyl.

## Caractères disponibles
Outre le respect scrupuleux du français et le souci des langages de programmation, le bépo fournit de nombreux symboles et caractères accentués des langues étrangères. Ainsi, toutes les langues officielles de l’Union européenne basées sur l’alphabet latin sont disponibles, mais aussi de nombreuses touches mortes comme les lettres grecques, tous les symboles monétaires, les chiffres en indice et en exposant, ou encore les caractères typographiques des autres langues tels « ¿ », « ¡ » ou « „ ».

### Exigences typographiques du français
- toutes les lettres du français, y compris les majuscules Ç, Œ, Æ, É, È, À, Ÿ, etc. ;
- les guillemets : « » “ ” ‘ ’ ; l’apostrophe typographique (’) ;
- les points de suspension (…) et les différents tirets, dont le tiret cadratin (—) et le tiret demi-cadratin (–) ;
- l’espace insécable et l’espace fine insécable.

### Autres langues et symboles

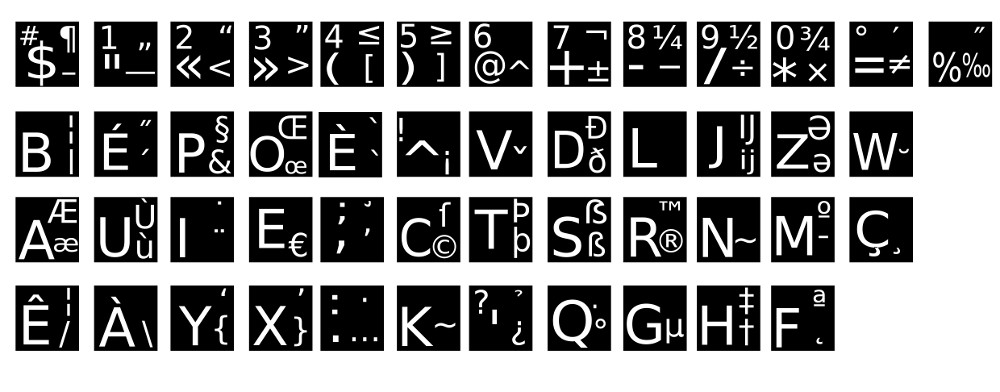
Disposition des caractères sur les touches d’une disposition de clavier bépo.

Le Bépo est pleinement opérationnel pour les cas d’utilisation suivants :
- chiffres en exposants ¹²³⁴⁵ et en indices ₆₇₈₉₀ ;
- grec monotonique : α β γ δ ε ζ η θ ι κ λ μ ν ξ ο π ρ σ τ υ φ χ ψ ω, et leurs majuscules ;
- espéranto : ĉ ĝ ĥ ĵ ŝ ŭ Ĉ Ĝ Ĥ Ĵ Ŝ Ŭ ;
- gallois : ŵ ŷ Ŵ Ŷ ; le turc et l’azéri : ğ Ğ ı İ Ə ə ; l’islandais : ð Ð þ Þ ;
- occitan : á ò ó í ú
- symboles monétaires : € ฿ ₵ ¢ ₡ ₫ € ƒ ₲ ₴ ₭ £ ₤ ₥ ₦ ₱ ₨ ৲ ৳ 元 圓 $ ₪ ₮ ₩ ¥ ₳ ₢ ₰ ₯ ₠ ₣ ℳ ₧ ;
- symboles scientifiques courants : ± − ÷ × ≠ ≃ ≮ ≯ ≤ ≥ ≰ ≱ ≲ ≳ ¼ ½ ¾ ‰ ;
- Union européenne, en couvrant l’ensemble des caractères nécessaires pour ses langues officielles utilisant l’alphabet latin : ă ā å ą ć ċ č ď ė ě ē ę ġ ģ ħ ī į ĳ ķ ļ ł ń ň ņ ő ø ŕ ř ś š ș ț ť ū ů ų ű ź ż ž ß et leurs majuscules ;
- et bien d’autres grâce à un système complet et logique de vingt touches mortes.

### Logiques de frappe des touches
En vue de faciliter l’apprentissage et l’utilisation, la disposition a été créée de façon à simplifier au maximum le schéma corporel correspondant au clavier, ou à réduire la charge cognitive nécessaire à son utilisation, et pratiquement en intégrant les contraintes suivantes :
- toute majuscule se trouve sur la combinaison Maj de sa minuscule ;
- les deux caractères membres d’une paire — (), {}, <>, «», [], “”, ‘’ — sont toujours côte à côte, du même côté du clavier (à gauche) et sur les mêmes paires de doigts (quelques exceptions) ;
- les opérateurs mathématiques sont regroupés ;
- dans la mesure du possible, les accents morts sont tous sur la couche AltGr et placés sur la touche la plus logique possible qui leur correspond, rendant leur accès simple et logique même pour des accents peu utilisés. Ils ne sont jamais placés sur les combinaisons AltGr + Maj sur la main droite, pour garantir qu’ils soient réellement utilisables ;
- tout est fait pour rendre l’usage d’un français de qualité facile, logique et indépendant des logiciels utilisés :
  - accès direct aux guillemets français : “«” et “»” ;
  - accès au tiret sur cadratin « — », à l’apostrophe typographique « ’ », ou encore aux vrais points de suspension « … » ;
  - œ et Œ respectivement en AltGr + o et AltGr + Maj + o ;
  - æ et Æ respectivement en AltGr + a et AltGr + Maj + a ;
  - accès facile à l’espace insécable, en Maj + Espace ;
  - placement de signes qui nécessitent l’espace insécable sur le même modificateur qu’elle : l’espace insécable est sur Maj + Espace ; les « ; », « : », « ! » et « ? » sont tous en position Maj ;
  - placement logique de la ponctuation : le point « . » est avec le double point « : » et les points de suspension « … », la virgule « , » avec le point-virgule « ; » ;
- accès à tous les signes nécessaires à la programmation dans la logique de leur utilisation, sans diminuer la facilité d’usage du français (ce qui nécessite quelques concessions). En particulier, aucun caractère ASCII n’est disponible uniquement en AltGr + Maj.